# Sizzla
Sizzla Kalonji, egentligen Miguel Collins, född 17 april 1976 i Kingston, Jamaica, är en jamaicansk dancehall-musiker. 
Han växte upp i August Town i Kingston. Han debuterade i början av 1990-talet och nu är han en av de mest framgångsrika inom reggae. Sizzla är mycket känd för att ha blandat roots reggae och dancehall. Han hade en stor hit med låten "Thank You Mama" 2005.
Sizzla har fått mycket kritik för att några av hans sånger innehåller homofobiska budskap, med bland annat flera inställda konserter som följd.
2012 samarbetade Sizzla med den svenska reggae-artisten General Knas. Tillsammans gjorde de låten "Good for The World" som idag är en av Sizzlas och Generalens mest strömmade låtar på Spotify. Han har uppträtt på bland annat Uppsala Reggae Festival. 

## Diskografi (urval)
Studioalbum
- Burning up (September 5, 1995)
- Black Woman & Child (16 september 1997)
- Praise Ye Jah (21 oktober 1997)
- Kalonji (Europe) / Freedom Cry (U.S.A.) (9 november 1998)
- Good Ways (21 december 1998)
- Royal Son of Ethiopia (22 juni 1999)
- Be I Strong (2 november 1999)
- Liberate Yourself (1 februari 2000)
- Bobo Ashanti (31 augusti 2000)
- Taking Over (19 juni 2001)
- Rastafari Teach I Everything (4 september 2001)
- Black History (26 juni 2001)
- Blaze Up the Chalwa (22 januari 2002)
- Ghetto Revolutionary (24 september 2002)
- Up In Fire (1 oktober 2002)
- Hosanna (11 november 2002)
- Da Real Thing (19 november 2002)
- Rise To The Occasion (30 september 2003)
- Light Of My World (22 april 2003)
- Red Alert (27 januari 2004)
- Speak Of Jah (24 februari 2004)
- Stay Focus (24 augusti 2004)
- Jah Knows Best (8 juni 2004)
- Life (12 oktober 2004)
- Soul Deep (12 juli 2005)
- Brighter Day (8 mars 2005)
- Burning Fire (29 mars 2005)
- Da Real Live Thing (30 augusti 2005)
- Jah Protect (14 mars 2006)
- Ain't Gonna See Us Fall (4 april 2006)
- Waterhouse Redemption (5 maj 2006)
- The Overstanding (17 oktober 2006)
- Children of Jah (3 april 2007)
- I-Space (26 juni 2007)
- Crucial Times (2010)
- Chilling in Chile (??)
- In Gambia (2012)
- The Messiah (2013)
- Born a King (2014)
- Champion Sound (2014)
- 876 (2016)

Livealbum
- Words of Truth (29 augusti 2000)
- Da Real Thing Live (19 november 2002)

Singlar
- "Love so Real" (svensk produktion och utgivning genom Soundism och Hi-Score Music)
- "Good for The World" (med General Knas) (2012)

Samlingsalbum
- Reggae Max: Sizzla (2000)
- Reggae Chartbusters, Vol. 2 (2000)
- Best of Sizzla: The Story Unfolds (2002)
- Judgement Yard (14 april 2004)
- Reggae Max: Sizzla Part II (2006)
- The Journey: The Very Best of Sizzla (2008)
- Yaniko Roots Riddim (2008)
- Jah Youth Elevation Riddim (2008)
- Sizzla - Ghetto Youth-ology (2009)
- Radical (2014)

Sizzla diskografi på engelsk Wikipedia